# خورخه لوکه (دوچرخه سوار)
خورخه آلفونسو لوکه بالون (به انگلیسی: Jorge Alfonso Luque Ballon؛ ۴ مهٔ ۱۹۳۶ – ۱۳ ژوئن ۲۰۲۴) دوچرخه‌سوار اهل کلمبیا بود. وی سابقهٔ شرکت در مسابقات جاده‌ای انفرادی و تیمی در بازی های المپیک تابستانی ۱۹۵۶ را در کارنامهٔ خود دارد. 
لوکه در ۱۳ ژوئن ۲۰۲۴، در سن ۸۸ سالگی درگذشت.